# Flecha Valona 1972
La Flecha Valona 1972 se disputó el 23 de abril de 1972, y supuso la edición número 36 de la carrera. El ganador fue el belga Eddy Merckx. El francés Raymond Poulidor y el también belga Willy Van Neste fueron segundo y tercero respectivamente. Este era el tercer triunfo de Merckx en esta prueba, igualando el récord de victorias que ostentaba el también belga Marcel Kint.

## Clasificación final
| Pos. | Ciclista               | Equipo                           | Tiempo   |
| ---- | ---------------------- | -------------------------------- | -------- |
| 1    | Eddy Merckx            | Molteni                          | 6h25'00" |
| 2    | Raymond Poulidor       | Gan-Mercier-Hutchinson           | m.t.     |
| 3    | Willy Van Neste        | Flandria-Beaulieu                | m.t.     |
| 4    | Gilbert Bellone        | Rokado                           | m.t.     |
| 5    | Georges Pintens        | Van Cauter-Magniflex-De Gribaldy | m.t.     |
| 6    | Alain Santy            | Bic                              | m.t.     |
| 7    | Gustaaf Van Roosbroeck | Watney-Avia                      | m.t.     |
| 8    | Wim Schepers           | Rokado                           | m.t.     |
| 9    | Leif Mortensen         | Bic                              | m.t.     |
| 10   | Roger Swerts           | Molteni                          | m.t.     |